# Kościół Najświętszej Maryi Panny Niepokalanie Poczętej w Wołczynie
Kościół Najświętszej Maryi Panny Niepokalanie Poczętej – rzymskokatolicki kościół parafialny znajdujący się przy ulicy Kościelnej 2 w Wołczynie, należący do Parafii NMP Niepokalanie Poczętej w dekanacie Wołczyn, diecezji kaliskiej. 

## Historia kościoła
Neogotycki kościół parafialny został zbudowany w latach 1859–1861, jako świątynia katolicka. Plan kościoła został wykonany przez architekta Alexisa Langera z Wrocławia (był on również wykonawcą kościołów we Wrocławiu, Tułach, Katowicach czy Wałbrzychu). Kamień węgielny został poświęcony 19 listopada 1859 roku, a już 9 czerwca 1861 roku świątynia została konsekrowana. Budowniczym kościoła był górnośląski duchowny Polak – ks. Leopold Nerlich.  W 1862 roku kościół otrzymuje miano kościoła parafialnego. W 1888 roku dobudowane zostaje nowe wejście na chór organowy, które istnieje do dziś. W latach 1923–1931, za kadencji proboszcza księdza Maksymiliana Sauera, zostają zainstalowane 3 dzwony na wieży kościelnej oraz witraże Serca Bożego i św. Franciszka. Po II wojnie światowej, w 1969 roku położono posadzkę, w kolejnych latach nastąpiło odnowienie wnętrza kościoła (1988 rok), wymieniono pokrycie dachu (1999 rok), a w grudniu 2003 roku zamontowano oświetlenie na elewacji zewnętrznej. Organy kościoła wybudował Carl Berschdorf.